# Batalha de Assaye
A batalha de Assaye foi uma grande batalha da Segunda Guerra Anglo-Marata travada entre a Confederação Maratha e a British East India Company. Ocorreu em 23 de setembro de 1803 perto de Assaye no oeste da Índia, onde uma força indiana e britânica em desvantagem sob o comando do Major-general Arthur Wellesley (que mais tarde tornou-se o duque de Wellington) derrotaram um exército confederado combinado de Daulat Scindia e Raguji II Bhonsle. A batalha foi a primeira grande vitória de Wellington e que ele descreveu mais tarde como sua melhor realização no campo de batalha.